# In Victory
In Victory es un proyecto de música metal internacional liderado por el guitarrista español Víctor Angulo González. In Victory describe su sonido como uplifting metal, siendo éste una combinación de power metal, metal sinfónico y un enfoque lírico orientado a lo inspirador y motivacional.

## Historia
In Victory lanzó su primer EP, Uplifting Metal, en 2019, con la colaboración de Samy Saemann (ex- Freedom Call) y Glyndwr Williams (Power Quest).
Desde entonces, han lanzado un EP llamado Ecstasy of the Enlightened en 2020; y tres sencillos: The Prophecies Will Unfold (Orchestral Version), en cooperación con Rikard Sundén (ex- Sabaton) y el Coro y la Orquesta de la Universidad de Örebro, en Suecia, The Pulse of the Heart (2021), Here We Stand (2022) y Till the Break of Dawn (2023).

## Miembros
In Victory está formado por el guitarrista y compositor Víctor Angulo González, el vocalista Kim Arefäll, el bajista Joonas Ylänne, y el batería y productor Topias Kupiainen. Este último es también parte del grupo finlandés Arion y técnico de sonido de Stratovarius, banda donde su hermano Matias Kupiainen es guitarrista.